# Malacomys cansdalei
Malacomys cansdalei là một loài động vật có vú trong họ Chuột, bộ Gặm nhấm. Loài này được Ansell mô tả năm 1958.